# Kiến trúc Stalin

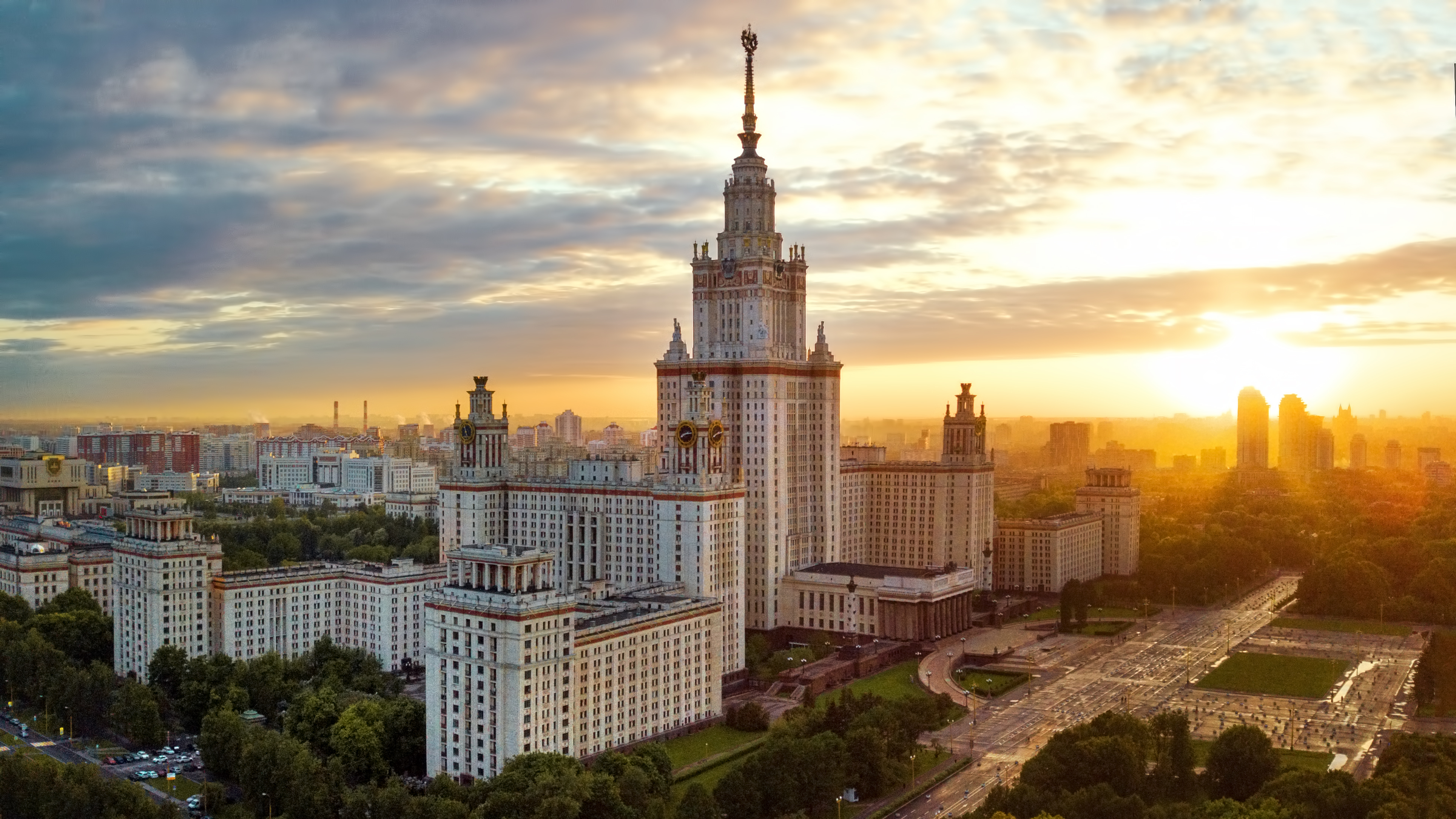
Tòa nhà chính của Trường Trường Đại học Quốc gia Moskva

Kiến trúc Stalin (tiếng Nga: Сталинский стиль, phiên âm: Stalinskiy stil′) hay phong cách Cổ điển Xã hội chủ nghĩa là kiểu kiến trúc được sử dụng tại Liên Xô từ giữa năm 1933, khi bản vẽ Cung điện Xô viết của Boris Iofan được chính thức thông qua, đến năm 1955, khi Nikita Khrushchyov nêu ra "sai lầm" của những thập kỷ trước và giải tán Viện hàn lâm Kiến trúc Xô Viết.

## Đặc điểm

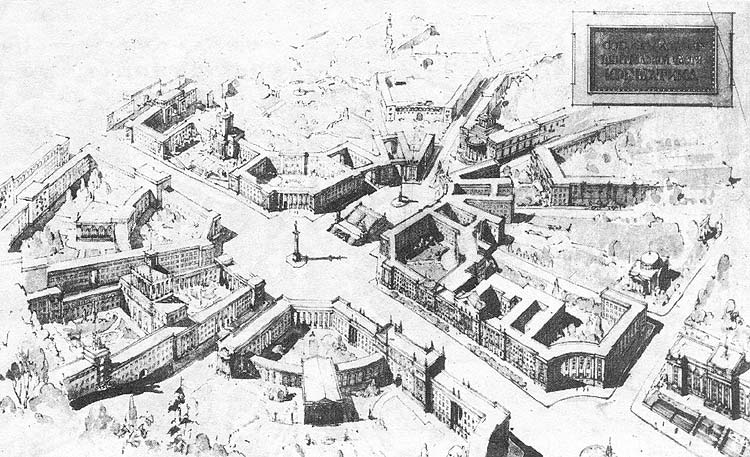
Một trong 22 dự án bị chối bỏ cho việc tái thiết lại Kiev

Kiến trúc Stalin không chỉ là một kiểu kiến trúc dễ nhận thấy khi xuất hiện. Các đồng chí của Stalin đã đảm bảo quyền bất khả xâm cho các công trình. Là một phần của chính sách hợp lý hóa đất nước của Liên Xô, tất cả các thành phố đều được xây dựng theo một kế hoạch phát triển chung . Mỗi thành phố được chia thành các quận, với các khu vực phân bổ dựa trên địa lý của thành phố. Các dự án sẽ được thiết kế cho toàn bộ các quận, làm thay đổi rõ rệt hình ảnh kiến trúc của thành phố. 

### Bảy tòa nhà chọc trời của Stalin

Đại học Tổng hợp Quốc gia Moskva, một trong Bảy tòa nhà chọc trời của Stalin

Xem thêm: Bảy tòa nhà chọc trời của Stalin
Bảy tòa nhà chọc trời của Stalin (tiếng Nga: Высотные здания Москвы) là một nhóm các tòa nhà chọc trời ở Moscow được thiết kế theo phong cách Stalin. Chúng được xây dựng chính thức từ năm 1947 đến năm 1953, theo trường phái Tân Cổ điển, kết hợp phong cách của các yếu tố kiến trúc như Baroque Moskva, kiến trúc điện Kremlin, kiến trúc nhà thờ Gothic của châu Âu thời trung cổ cũng như kiến trúc nhà chọc trời của Mỹ trong thập niên 1930.
Bảy tòa nhà chọc trời này là Khách sạn Ukraina , Tòa nhà Kè Kotelnicheskaya , Tòa nhà Quảng trường Kudrinskaya , Khách sạn Leningradskaya , tòa nhà chính của Bộ Ngoại giao Nga , tòa nhà chính của Đại học Tổng hợp Moscow và Tòa nhà Cổng Đỏ .

### Công nghệ

Nhà nghỉ mát ở Saratov

Về phương pháp xây dựng, hầu hết các cấu trúc, bên dưới các bức tường vữa ướt, là khối gạch đơn giản. Ngoại trừ những ngôi nhà xây từ khối bê tông cỡ trung bình của Andrei Burov (như tòa nhà Ren, từ năm 1939-1941) và các tòa nhà lớn như Seven Sisters, còn lại đều đòi hỏi phải sử dụng những khối bê tông. Những bức lợp đất nung chống cháy đã được giới thiệu vào đầu những năm 1950, dù điều này hiếm khi được sử dụng bên ngoài Moscow. Hầu hết các tấm lợp là giàn gỗ truyền thống được phủ bằng các tấm kim loại.

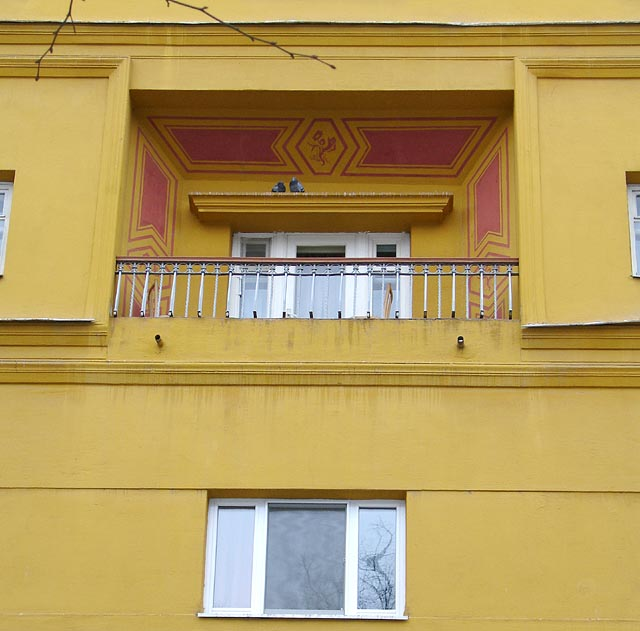
Patriki, Moskva. Vladimir Vladimirov thiết kế

Khoảng năm 1948, công nghệ xây dựng dần được cải thiện - ít nhất là ở Moscow - khi các quy trình xây dựng nhanh hơn và rẻ hơn trở nên dễ dàng tiếp cận. Nhà cửa cũng trở nên an toàn hơn bằng cách loại bỏ đi trần nhà và vách ngăn bằng gỗ. Những tòa nhà tiêu chuẩn vào khoảng từ năm 1948 đến  năm 1955 ,có chất lượng nhà ở tương tự như các dạng kiến trúc Stalin cổ điển và được phân loại như vậy do các đại lý bất động sản, nhưng bị loại trừ khỏi phạm vi của kiểu kiến trúc này. Về mặt lý thuyết, chúng thuộc loại nhà ở hàng loạt trung gian, trước các tòa nhà tiêu chuẩn của Nikita Khrushchev được gọi là" Khrushchyovka."

## Kiến trúc Stalin trước CTTG 2 (1933-1941)

#### Thời kì đầu (1933-1935)

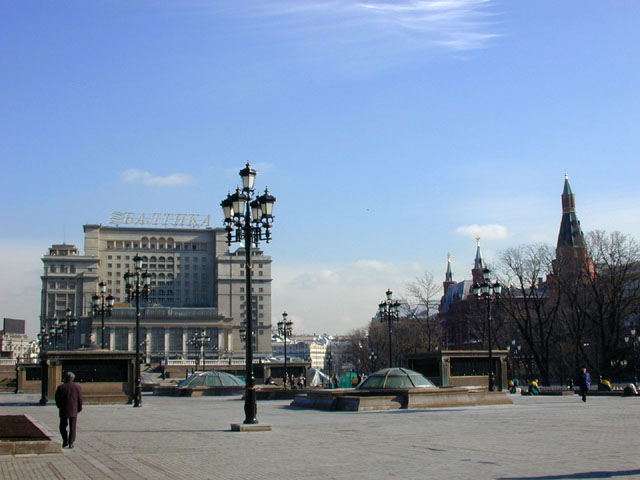
Khách sạn Moskva, Alexey Shchusev, 1932-1935

#### Đại lộ Moskva (1938-1941)

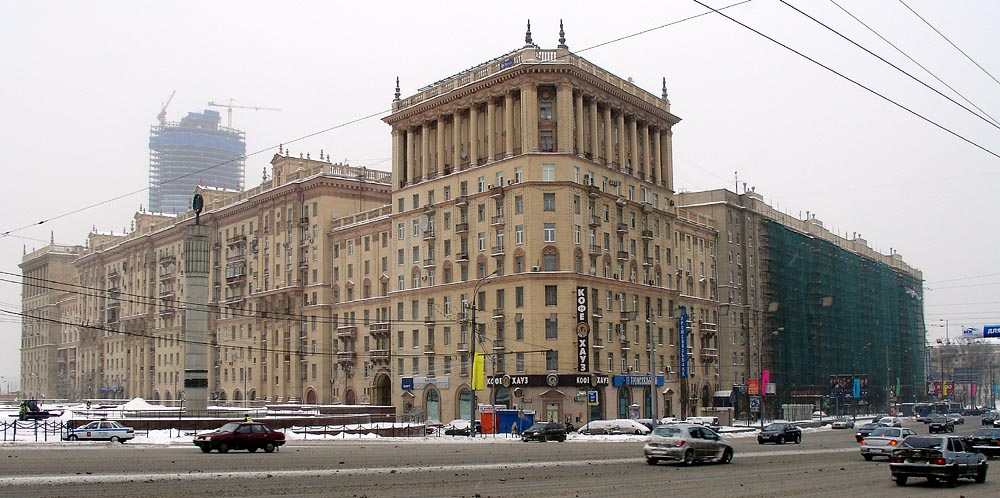
Kutuzovsky 26, nhà của Leonid Brezhnev và Mikhail Suslov ở phía sau, thành phố Moscow ở phía sau
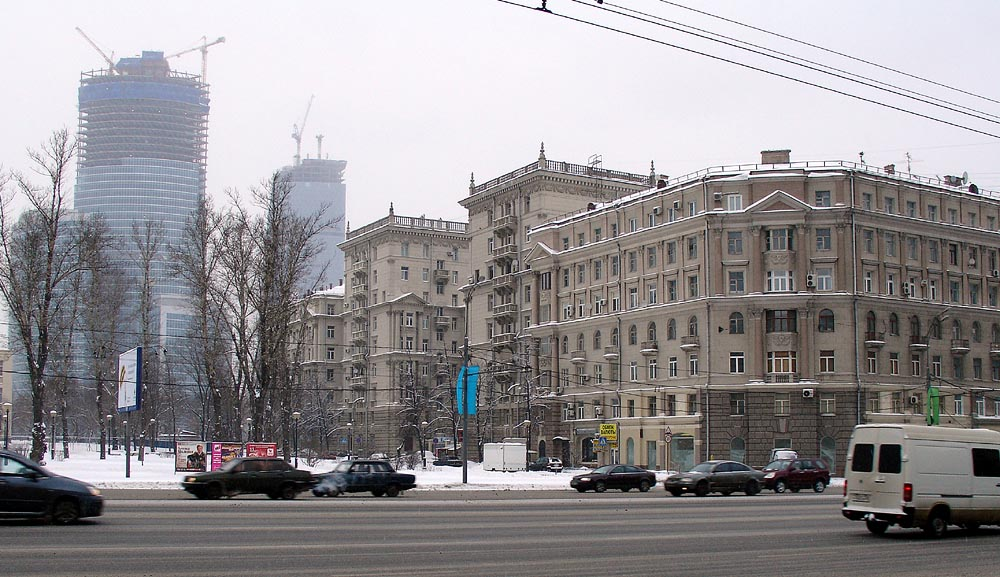
Dorogomilovo West, 1 trong số nhiều "cánh cổng" của Moscow
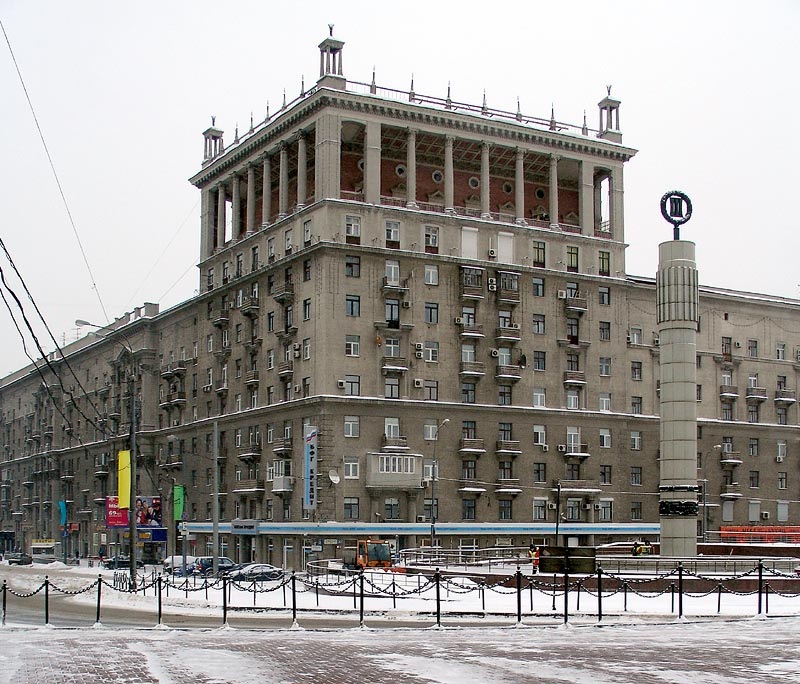
Dorogomilovo West, 1 "cổng" khác; được thêm vào những năm 1990
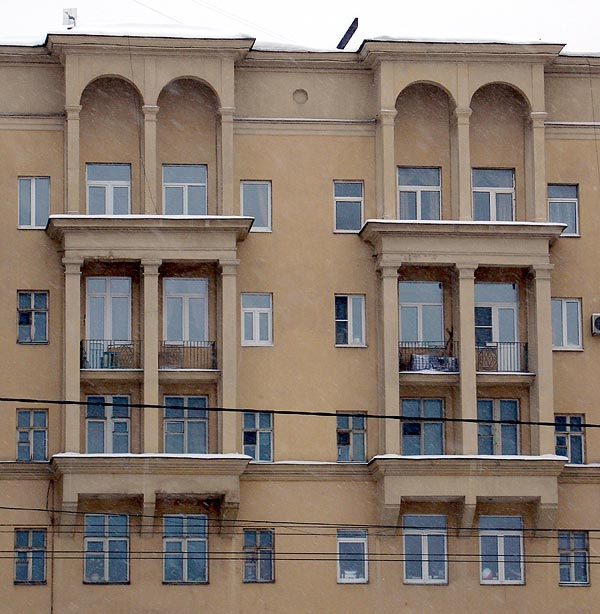
Một kiểu kiến trúc điển hình những năm 1920
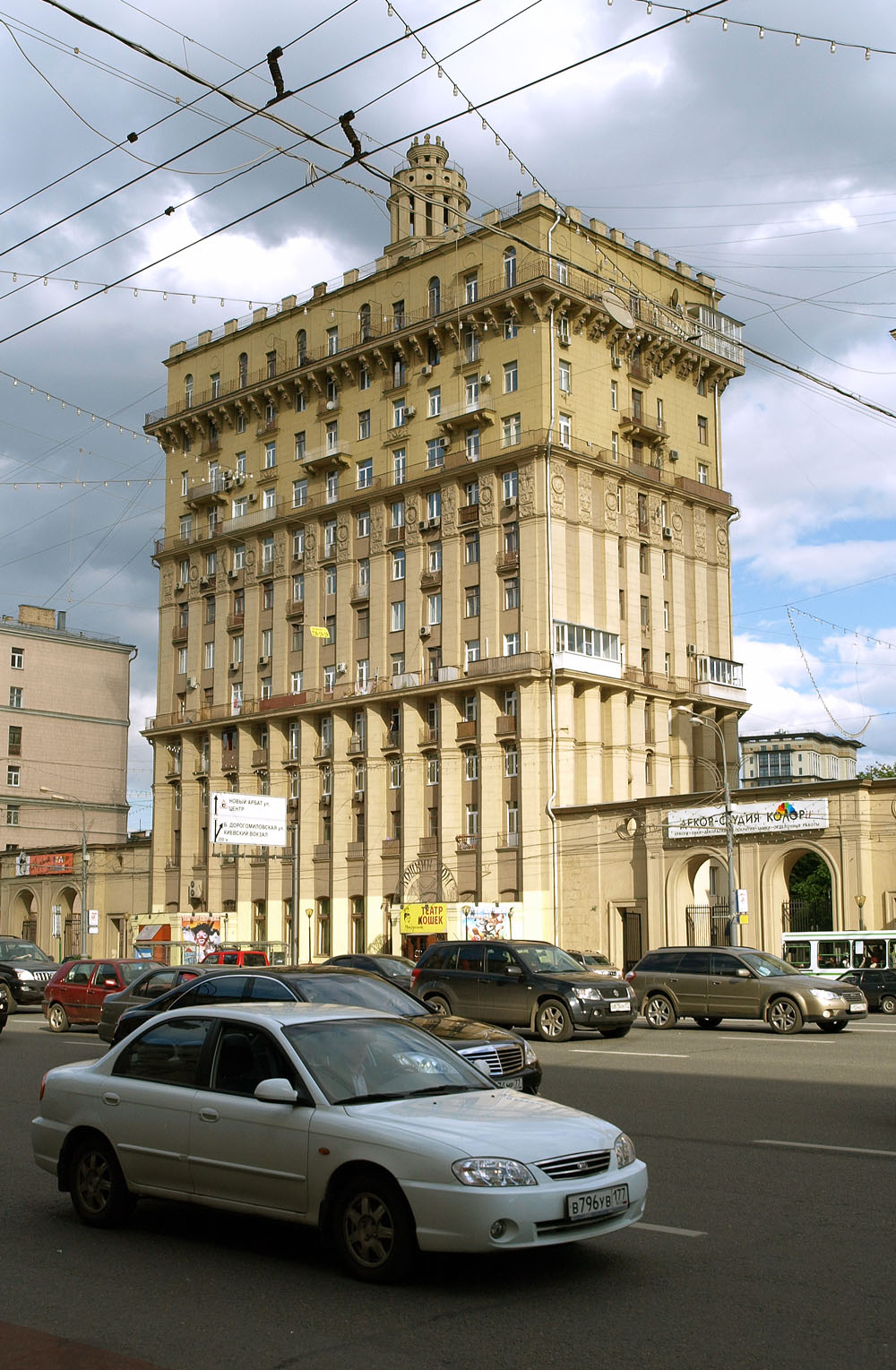
Tòa tháp đôi Rosenfeld ở Dorogomilovo, lên kế hoạch phát triển từ năm 1938-1941, hoàn thành vào năm 1946

## Hậu chiến (1944-1950)

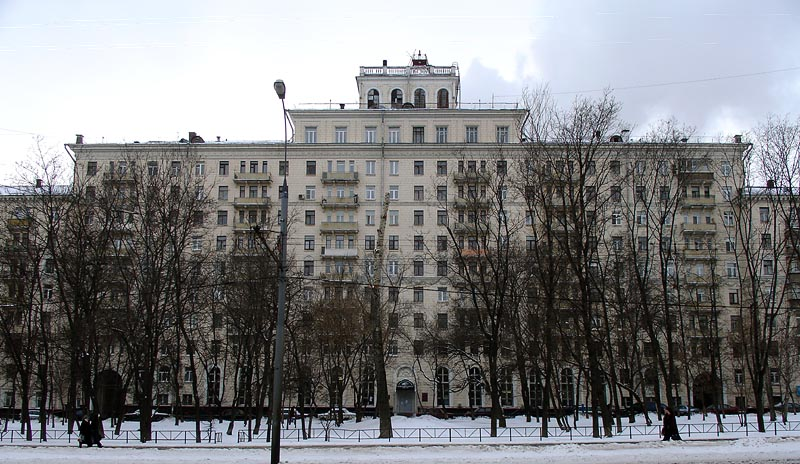
Dự án đường Peschanaya của Rosenfeld, Moskva, 1951-1955

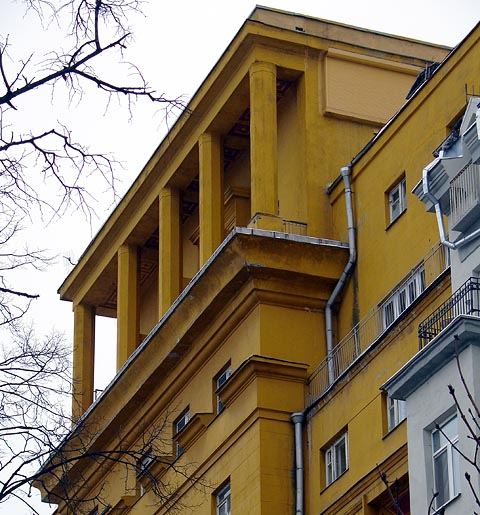
Kiểu penthouse được thiết kế sau chiến tranh bởi Vladimir Vladimirov
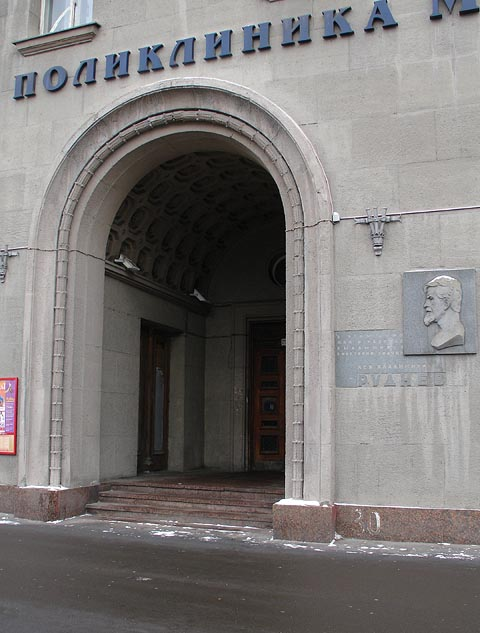
Lối vào phụ, Marshals Apartments của Rudnev, 1947
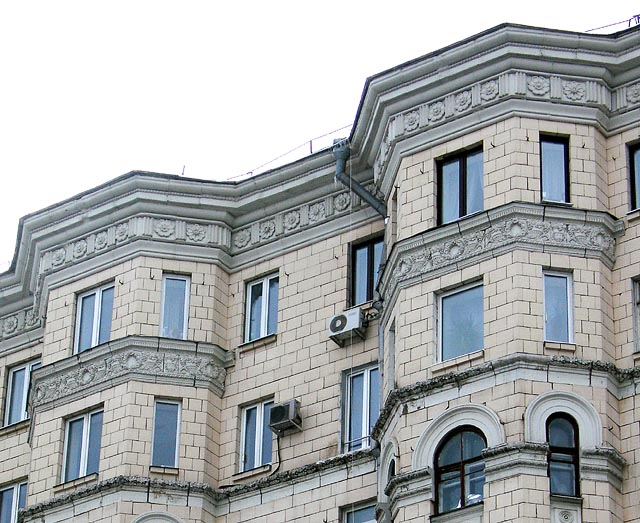
Cửa sổ vịnh, được làm cuối năm 1952

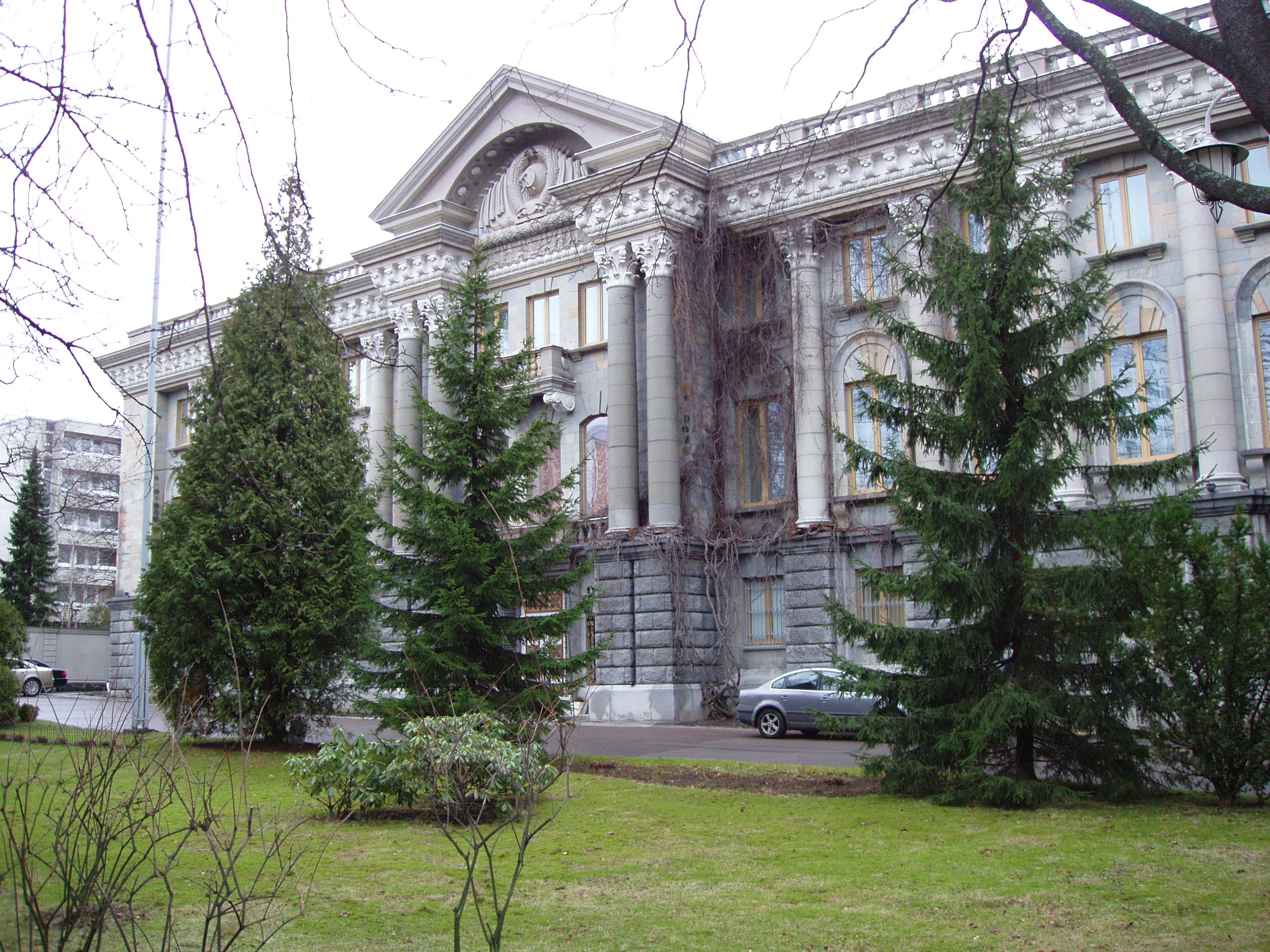
ĐSQ Xô viết (1952), Helsinki

Một số công trình khác:
-Metro Moscow
-Bảy tòa nhà chọc trời của Stalin

## Kết thúc của Kiến trúc Stalin (11/1955)
Khi Stalin còn sống, những "đế chế" xa xỉ này được xây dựng tồn tại một cách hàng loạt. Tuy nhiên, điều này đã thay đổi vào tháng 11 năm 1954, khi các nhà phê bình công khai chỉ trích "sự thái quá" và việc Stalin muốn xây dựng thêm các tòa nhà 10-14 tầng và theo các nhà phê bình ấy, điều này cần được chấm dứt bởi Khrushchev. Trong suốt năm tiếp theo, chiến dịch đã phát triển, chuẩn bị cho công chúng chấm dứt chủ nghĩa Stalin.
Nghị định Thanh lí dư thừa... (ngày 4/11/1955) cung cấp một số dữ liệu về chi phí khổng lồ của kiến trúc kiểu Stalin, ước tính khoảng 30-33% tổng chi phí. Alexey Dushkin và Yevgeny Rybitsky đã nhận được những lời chỉ trích đặc biệt vì chi phí vượt quá ba lần và những kế hoạch xa hoa khác, và vì thế Rybitsky và Polyakov bị tước Giải thưởng Stalin (sau này là Giải thưởng Nhà nước Liên Xô). Điều này được theo sau với các đơn đặt hàng cụ thể để phát triển các thiết kế tiêu chuẩn và thay thế Học viện trước kia.
Kiểu kiến trúc Stalin tiếp tục được sử dụng trong năm năm nữa và các công việc xây dựng các tòa nhà "cũ" không còn là ưu tiên hàng đầu nữa. Một số được thiết kế lại và một số, về mặt cấu trúc, đã mất đi "sự dư thừa". Tòa nhà cuối cùng được xây theo kiểu Stalin là Khách sạn Ukraina ở Kiev, được hoàn thành vào năm 1961.